# Lee Petty
Lee Arnold Petty (Randleman, 14 marzo 1914 – Greensboro, 5 aprile 2000) è stato un pilota automobilistico statunitense, specializzato nelle stock car. Fu il vincitore di tre titoli Grand National (quello che oggi è la NASCAR Cup Series).
È il padre di Richard Petty, a sua volta vincitore di 7 titoli Sprint Cup Series.

## Biografia
Tra i pionieri delle gare di stock car statunitensi, in carriera vinse anche la prima edizione mai disputata della Daytona 500 (1959). Con il figlio Richard, il pilota più titolato di sempre delle serie NASCAR, fondò la Petty Enterprises, team tra i più vincenti della storia delle stock car. Anche il nipote Kyle e il pronipote Adam (deceduto in un incidente a soli 20 anni) hanno corso nella scuderia di famiglia.
Morì nel 2000, all'età di 86 anni, a Greensboro, nella Carolina del Nord.

## Palmarès
Grand National
- 3 volte  nel 1954, 1958 e 1959

Daytona 500
- 1 volta  nel 1959